# Jean Châtel
Ne doit pas être confondu avec Jean Chatel ou Jean Chastel.
Pour les articles homonymes, voir Chatel.
Jean Châtel (Jean Chastel en moyen français), né en 1575 et mort exécuté le 29 décembre 1594 à Paris, est un jeune homme qui a tenté d'assassiner Henri IV le 27 décembre 1594. Il est exécuté deux jours plus tard comme régicide en place de Grève. Ses anciens professeurs, les jésuites du collège de Clermont, sont impliqués dans l'attentat par les enquêteurs et sont sanctionnés.
Cet attentat a lieu alors que la France est encore en proie à la huitième guerre de religion (1585-1598), qui oppose à cette date le camp royaliste rassemblant protestants et catholiques modérés (les « politiques ») autour d'Henri IV (chef du parti protestant devenu roi de France en 1589 et converti au catholicisme en 1593) au camp des Ligueurs, catholiques intransigeants alliés au roi d'Espagne Philippe II.
L'assassinat politico-religieux (réussi ou avorté) est courant à cette époque : il a touché notamment le roi de France Henri III (responsable de l'assassinat du chef de la Ligue, Henri de Guise) en 1589 et Henri IV a déjà été victime de plusieurs tentatives, notamment en 1593. Les catholiques et protestants intransigeants, ainsi que les monarchomaques considèrent le régicide comme justifié si le roi est devenu un « tyran ».

## Biographie

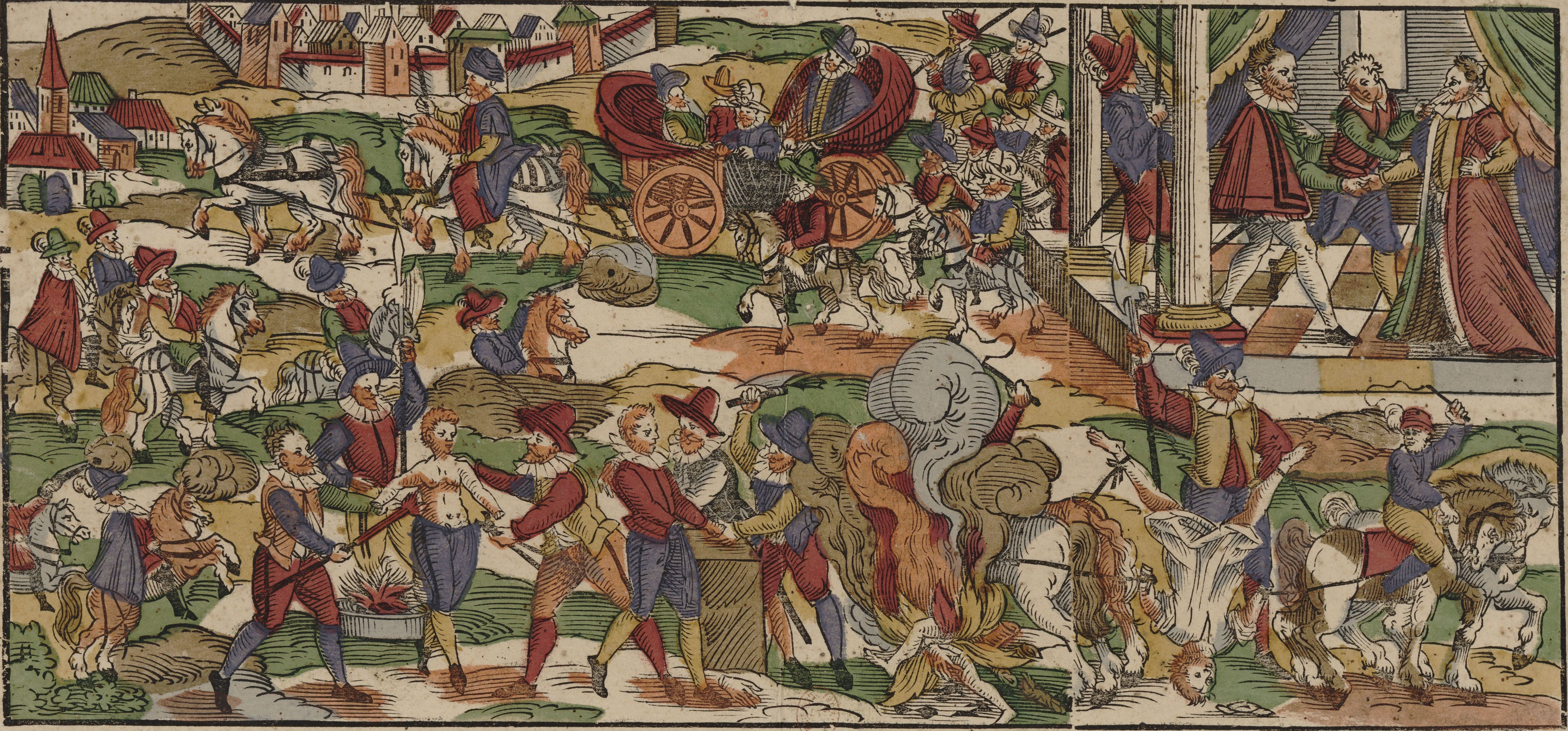
L'attentat de Châtel et le supplice de l'assassin
(détail d'une gravure sur bois coloriée d'origine allemande, fin du XVIe siècle).

### Origines familiales et formation
Jean Châtel est le fils d'un marchand-drapier parisien, habitant dans l'île de la Cité. 
Il fait des études secondaires au collège de Clermont (actuel lycée Louis-le-Grand), tenu par les jésuites.

### L'attentat et ses suites judiciaires
Le 27 décembre 1594, Jean Châtel s'introduit dans l'hôtel de Gabrielle d'Estrées, pendant une audience royale. Il porte au roi un coup de couteau à la lèvre, alors que celui-ci se baisse pour relever deux officiers qui sont à ses genoux[pas clair]. 
Arrêté sur-le-champ, Jean Châtel est condamné à être écartelé. Le supplice a lieu deux jours plus tard en place de Grève. De surcroît, la maison de son père, située sur l'île de la Cité, est démolie et remplacée en 1595 par un monument commémoratif (une pyramide avec des inscriptions hostiles aux jésuites).
Les ligueurs, adversaires acharnés d'Henri IV, inscrivent Jean Châtel dans leur « martyrologe », et le théologien ligueur Jean Boucher écrit une Apologie de Châtel.

### Implication et exil des jésuites
Le constat de son passage au collège de Clermont amène les enquêteurs à accuser ses professeurs d’avoir inspiré son acte, malgré les dénégations de l'accusé[réf. nécessaire]. 
L'un d'eux, le père Guignard, est pendu et brûlé en place de Grève. 
Deux autres, les pères Hay et Guéret, sont bannis du royaume. 
Les autres pères sont exilés, le collège mis sous séquestre et les meubles vendus. 

### Retour des jésuites (1603)
En 1603, les exilés sont autorisés à revenir, faute de preuves de leur implication et compte tenu de la situation de paix, rétablie en 1598, tant à l'intérieur qu'à l'extérieur (édit de Nantes et paix de Vervins avec Philippe II).
En 1605, la pyramide antijésuite de la maison Châtel est détruite. À son emplacement, le prévôt des marchands François Miron fait construire la fontaine des Barnabites.

## Voir aussi

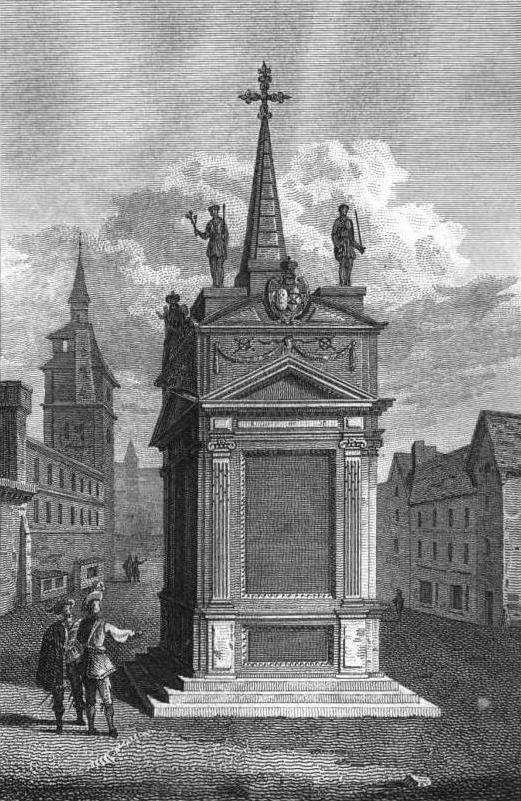
« Pyramide » commémorative (1595-1605) élevée sur les ruines de la maison paternelle de Châtel.